# Konkurenci przynoszą swe różdżki do świątyni
Konkurenci przynoszą swe różdżki do świątyni – fresk autorstwa Giotto di Bondone namalowany ok. 1305 roku dla kaplicy Scrovegnich w Padwie.
Jeden z 40 fresków namalowanych przez Giotta w kaplicy Scrovegnich należący do cyklu scen przedstawiających życie Joachima i Anny, Marii oraz Chrystusa. Historia rodziców Marii i jej samej pochodziła głównie z trzynastowiecznej Złotej legendy autorstwa Jakuba de Voragine'a oraz z Protoewangelii Jakuba z II wieku.

Opisany epizod dotyczy wyboru Józefa na opiekuna Maryi. Gdy ukończyła 12 lat, kapłani ze świątyni w której przebywała, zastanawiali się co uczynić by nie splamiła przybytku Pana. Postanowili by arcykapłan modlił się i prosił Boga o radę: 

 I wszedł kapłan do Świętego Świętych odziany w strój z dwunastu dzwonkami, i modlił się w jej sprawie. I oto anioł Pański stanął mówiąc: "Zachariaszu, Zachariaszu, wyjdź i zwołaj wdowców pośród ludu, i niech każdy z nich przyniesie różdżkę, i stanie się Maryja żoną tego, któremu Bóg okaże znak". Wyszli więc posłańcy na cały kraj judzki, i zabrzmiała trąbka Pańska, i oto zbiegli się wszyscy. (ProtEwJk 4 99- 101)

Fresk jest pierwszym z trzech fresków umieszczonych w jednej nawie, na przednim kasetonie ołtarza w kaplicy. Scena, tak jak i w dwóch kolejnych malowidłach pt. Czuwanie nad różdżkami oraz Zaślubiny Maryi, rozgrywa się w tym samym pomieszczeniu świątynnym. Mimo iż tłem każdego fresku jest błękitne niebo, to zgodnie ze średniowieczną konwencją takie przedstawienie sceny odnosi się do wnętrza budynku, w tym przypadku świątyni.
Za ołtarzem stoi arcykapłan w czerwonej szacie, Do niego podchodzą po kolei wdowcy z różdżkami. W ostatnim rzędzie podchodzi Józef. Jako jedyny spośród wszystkich ma aureolę.